# Augustinern 87a (Quedlinburg)

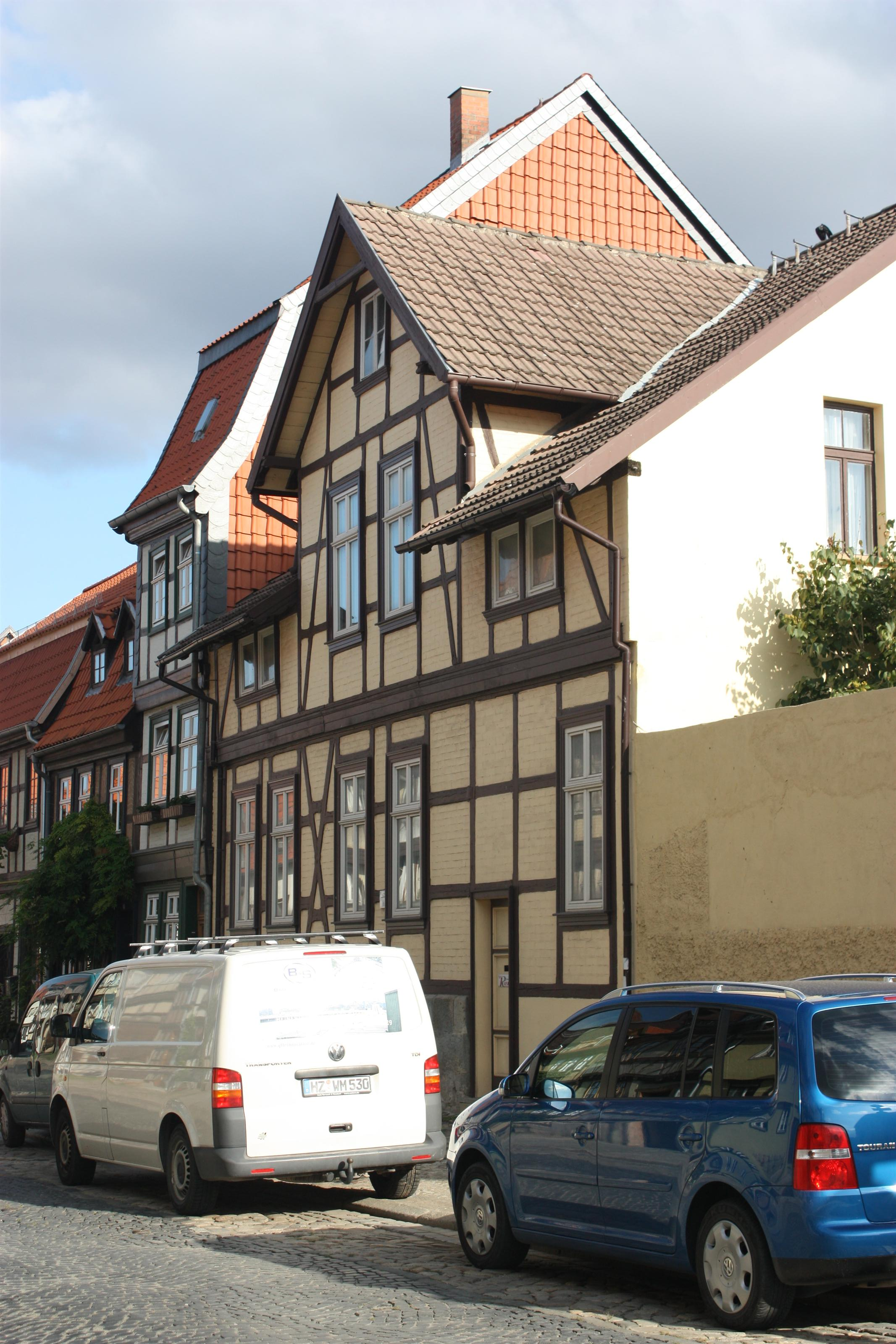
Haus Augustinern 87a

Das Haus Augustinern 87a ist ein denkmalgeschütztes Gebäude in der Stadt Quedlinburg in Sachsen-Anhalt.

## Lage
Es befindet sich im nördlichen Teil der historischen Quedlinburger Neustadt und gehört zum UNESCO-Weltkulturerbe. Im Quedlinburger Denkmalverzeichnis ist es als Wohnhaus eingetragen. Östlich grenzt das gleichfalls denkmalgeschützte Haus Augustinern 87 an.

## Architektur und Geschichte
Im 14. und 15. Jahrhundert stand hier ein Teil des Augustinerklosters, wie auch auf dem angrenzenden Areal.
Das eingeschossige Fachwerkhaus entstand in der zweiten Hälfte des 19. Jahrhunderts im Stil des Spätklassizismus. Es ruht auf einem hohen Sandsteinsockel und verfügt über einen Kniestock. Prägend für das schlicht gestaltete Gebäude ist ein großes Zwerchhaus.